# 巨人柱國家公園

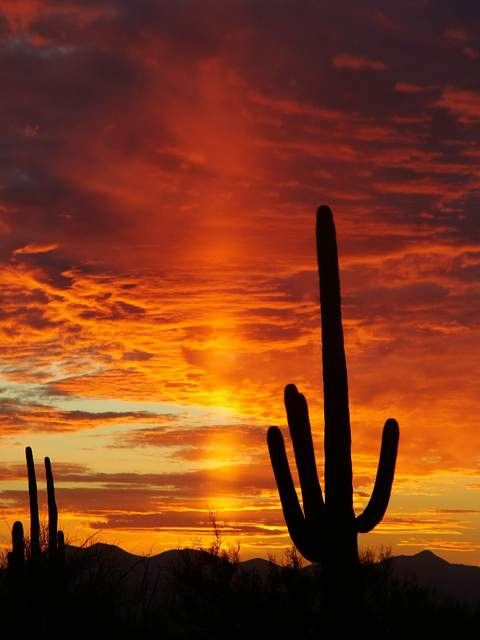
萨瓜罗國家公園落日景色

巨人柱國家公園（英語：Saguaro National Park），是一座位在美國亞利桑那州土桑附近的國家公園。此國家公園分為兩區，分別為位於土桑市西邊24公里的土桑山區，以及位於土桑市東邊32公里的凌康山區。萨瓜罗國家公園在1933年3月1日被規劃為國家紀念區，之後並在1994年10月14日由美國國會升等為國家公園。這個國家公園保護了索諾拉沙漠的一部分。

## 景点
國家公園的命名來自於索諾拉沙漠的代表性植物，巨柱仙人掌。這種仙人掌可以長到超過20公尺的長度，但是期生長過程非常緩慢，多半要75年才會長第一個分叉。巨柱仙人掌的壽命約200年。通常在四月或五月的夜晚集體開花，並介由蝙蝠來傳播花粉。
國家公園內主要的景觀是滿山滿谷的各式沙漠植物，包括眾多仙人掌在內。此外，國家公園內也有許多早期印地安人留下的岩刻。東邊的凌康山區面積大約是西區的三倍大。此區的仙人掌長得較不密集，而區內的植物種類也會隨著海拔的增加逐漸地由仙人掌轉換為針葉林。
東西兩區都可以由土桑驅車輕易到達，但是並沒有大眾運輸工具載遊客到達國家公園。

## 气候
萨瓜罗国家公园位于亚利桑那北美沙漠，那里年降水量少于30厘米，气温在34摄氏度以上。冬天时气温会降到0℃以下，雪也并不少见，特别是在高地地区。一年中最佳的游览时间是从10月到4月，那时候白天气温徘徊在15到21℃之间。